# Holomelina trimaculosa
Holomelina trimaculosa är en fjärilsart som beskrevs av Tryon Reakirt 1864. Holomelina trimaculosa ingår i släktet Holomelina och familjen björnspinnare. Inga underarter finns listade i Catalogue of Life.